# 임원경제지

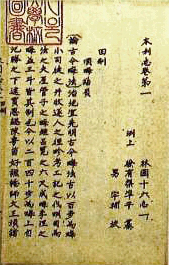
임원경제지

《임원경제지》(林園經濟志)는 조선 후기 실학자이자 《해동농서》(海東農書)를 지은 서호수의 아들인 서유구가 약 36년간 저술한 백과사전으로,《임원십육지》(林園十六志) 또는 《임원경제십육지》(林園經濟十六志)라고도 한다. 총 113권 52책으로 구성돼 있으며, 16개의 부분으로 나뉜 논저로 구성된 이 책은 실학파의 학문적 업적을 농정학적인 분야에서 체계화하고 총정리하여 필사한 저술이다.
서문에 따르면 이 책은 전원생활을 하는 선비에게 필요한 지식과 기술 등을 설명하기 위한 생활과학서의 성격을 띤다.
특기할 만한 점으로, 내용 가운데 농기(農器)의 도보(圖譜)와 전국의 시장 날짜가 들어 있다.

## 구성
- 본리지(本利志) 13권 : 농업 전반(농업 정책, 수리, 토양, 시비, 심시, 경법, 개간, 농기구 등)
- 관휴지(灌畦志) 4권 : 식용식물, 약용식물
- 예원지(藝畹志) 5권 : 화훼류
- 만학지(晩學志) 5권 : 나무 기르기
- 전공지(展功志) 5권 : 방적, 염색
- 위선지(魏鮮志) 4권 : 천문 기상
- 전어지(佃漁志) 4권 : 목축, 사냥, 낚시
- 정조지(鼎俎志) 7권 : 음식, 조리
- 섬용지(贍用志) 4권 : 건축, 교통
- 보양지(葆養志) 8권 : 양생, 섭생
- 인제지(仁濟志) 28권 : 의술
- 향례지(鄕禮志) 5권 : 의식 절차
- 유예지(游藝志) 6권 : 독서, 서예, 그림, 악기
- 이운지(怡雲志) 8권 : 차, 문구, 골동품
- 상택지(相宅志) 2권 : 풍수, 택리
- 예규지(倪圭志) 5권 : 유통, 교역

## 한국어 번역
임원경제연구소에서 우리말로 옮겨 풍석문화재단에서 출판하고 있다.
- 《섬용지》(전 3권)(초역-1권: 2016년 11월 27일; 2권: 2016년 12월 27일; 3권: 2017년 4월 20일, 개정역-2021년 10월 1일)
- 《유예지》(전 3권)(1권: 2017년 12월 15일; 2권: 2018년 1월 31일; 3권: 2018년 5월 31일)
- 《상택지》(전 1권)(2019년 3월 29일)
- 《예규지》(전 2권)(2019년 5월 20일)
- 《이운지》(전 4권)(1~2권: 2019년 8월 19일; 3~4권: 2019년 12월 31일)
- 《정조지》(전 4권)(2020년 6월 15일)
- 《보양지》(전 3권)(2020년 11월 2일)
- 《향례지》(전 2권)(2021년 6월 30일)
- 《전어지》(전 2권)(2021년 7월 30일)
- 《전공지》(전 2권)(2022년 3월 22일)
- 《관휴지》(전 2권)(2022년 11월 7일)
- 《만학지》(전 2권)(2023년 4월 3일)
- 《위선지》(전 2권)(2024년 2월 20일)

## 같이 보기
- 서유구
- 해동농서